# Різдвяно-Богородицька церква (Великі Будища)
 Церква Різдва Пресвятої Богородиці — чинна церква на честь Різдва Пресвятої Богородиці у селі Великі Будища, нині Диканського району Полтавської області України.

## Історія існування
У сотенному містечку Великі Будища Полтавського полку спочатку була збудована дерев'яна церква на честь Різдва Пресвятої Богородиці. Час її зведення невідомий. Згадувалась вона у документах при розмежуванні Київської та Слов'янської єпархій (10.10.1776).
1806 року дерев'яну церкву розібрали і почали зведення мурованої. Будівництво було закінчене 1819 року.
1866 року до храму була приписана стара дерев'яна церква на честь Святої Трійці.
Після перебудови храму, розпочатої 1873 року, храм був переосвячений 1876 року під приводом збереження пам'яті про старовинну Свято-Троїцьку церкву. Від того часу храм мав нових небесних покровителів і отримав нову назву на честь Святої Трійці.

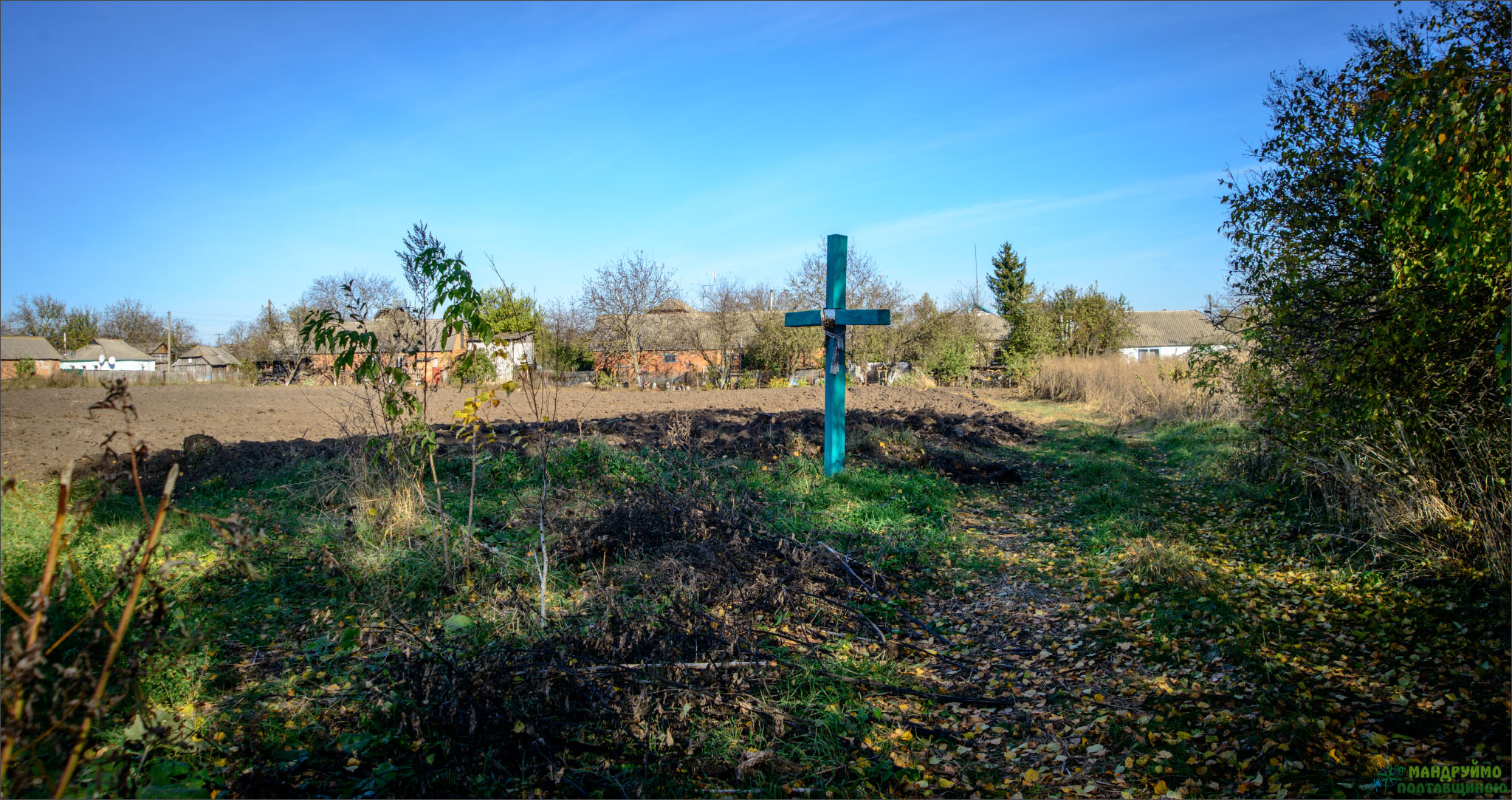
Пам'ятний хрест на місці Троїцької церкви
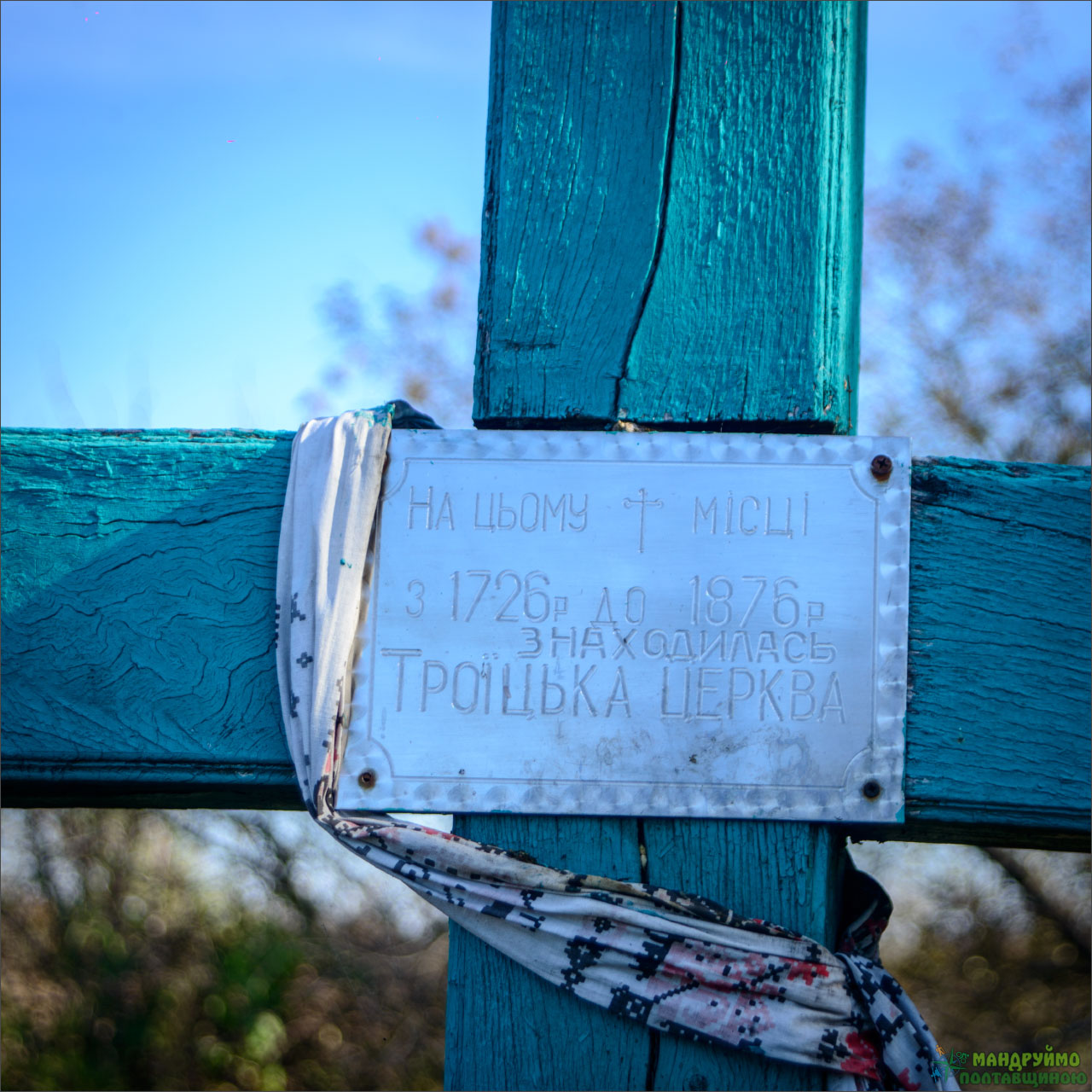
Пам'ятний хрест на місці Троїцької церкви
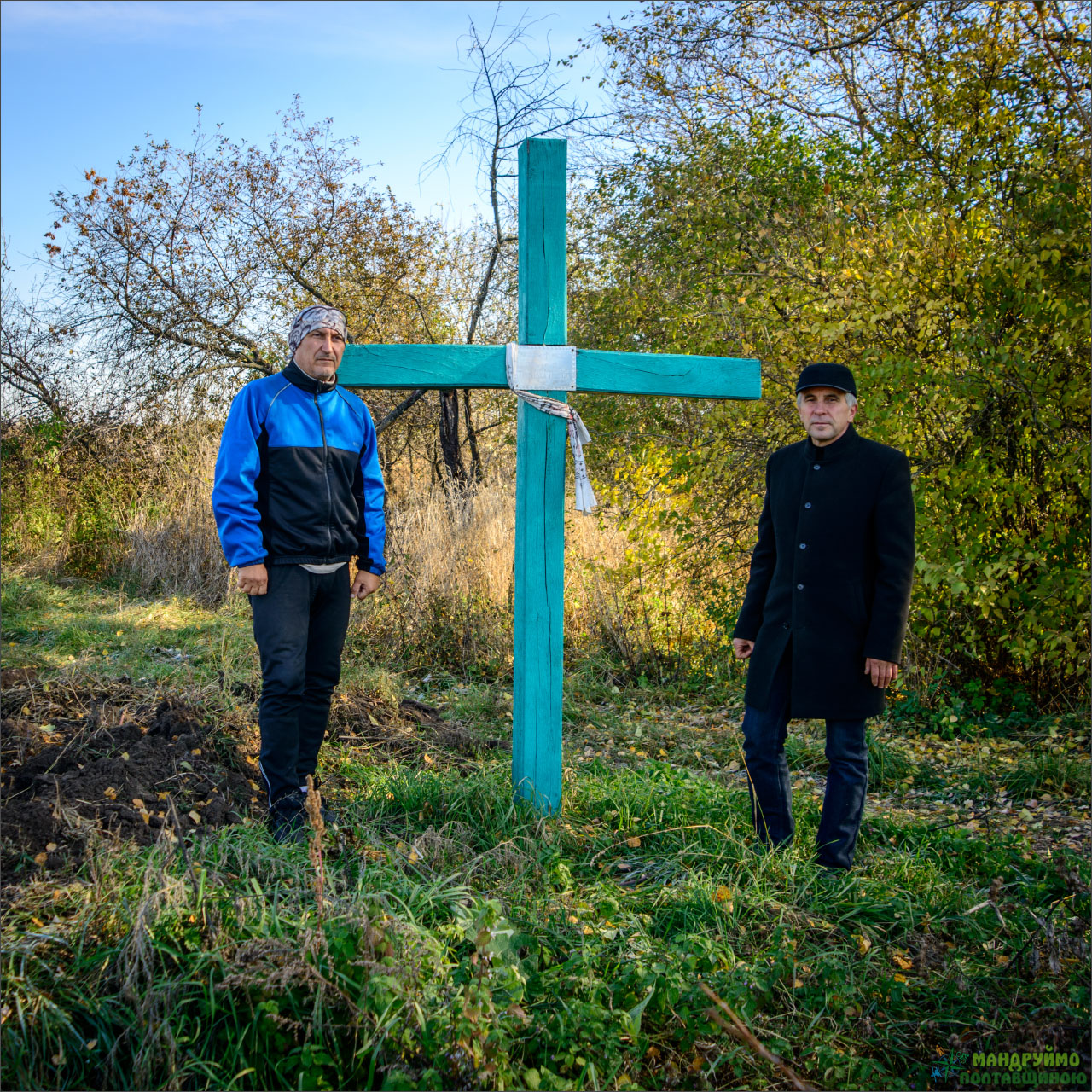
Пам'ятний хрест на місці Троїцької церкви
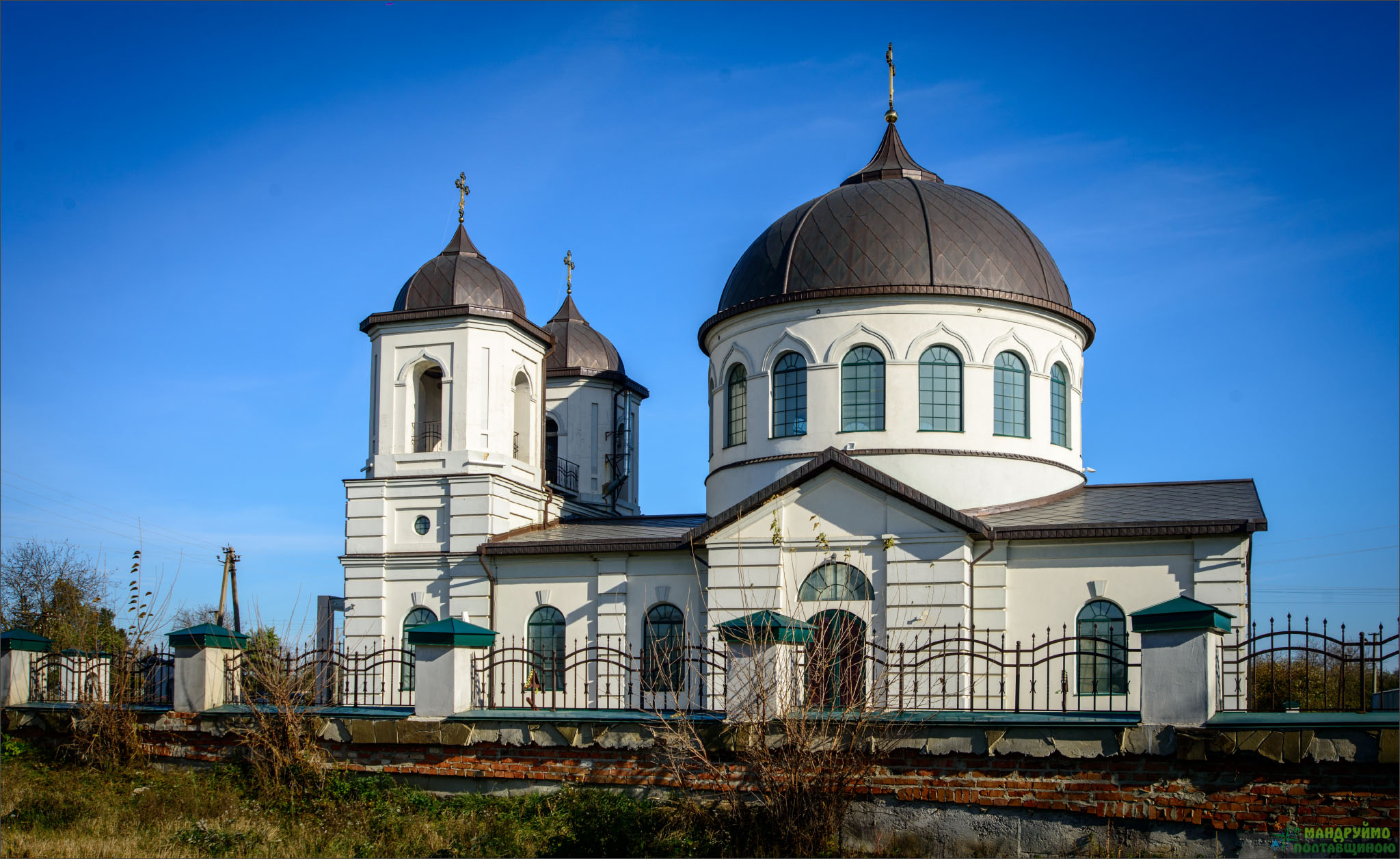
Сучасна Свято-Троїцька церква